# Підледів
Підледів (або Поледів, Подльодув, пол. Podlodów) — село в Польщі, у гміні Лащів Томашівського повіту Люблінського воєводства. Населення — 249 осіб (2011).

## Історія
1531 року вперше згадується православна церква в селі.
За даними етнографічної експедиції 1869—1870 років під керівництвом Павла Чубинського, у селі здебільшого проживали греко-католики, усе населення розмовляло українською мовою.
У 1921 році село входило до складу гміни Лащів Томашівського повіту Люблінського воєводства Польської Республіки.
У міжвоєнний час польська влада в рамках великої акції руйнування українських храмів на Холмщині і Підляшші знищила місцеву православну церкву.
1943 року польські шовіністи вбили в селі 3 українців.
У 1975—1998 роках село належало до Замойського воєводства.

## Населення
За переписом населення Польщі 10 вересня 1921 року в селі налічувалося 65 будинків (з них 10 незаселених) та 315 мешканців, з них:
- 147 чоловіків та 168 жінок;
- 163 православні, 143 римо-католики, 9 юдеїв;
- 152 українці, 163 поляки.

У 1943 році в селі проживало 222 українці та 331 поляк.
Демографічна структура станом на 31 березня 2011 року:
|          | Загалом | Допрацездатний вік | Працездатний вік | Постпрацездатний вік |
| -------- | ------- | ------------------ | ---------------- | -------------------- |
| Чоловіки | 122     | 30                 | 73               | 19                   |
| Жінки    | 127     | 20                 | 63               | 44                   |
| Разом    | 249     | 50                 | 136              | 63                   |